# فهرست والیان خوست
جدول زیر فهرست والیان ولایت خوست افغانستان است.

## فهرست
| والی | والی                   | دوره                             | جزئیات | یاداشت |
| ---- | ---------------------- | -------------------------------- | ------ | ------ |
|      | عبدالحکیم تنیوال       | ۲۰ مارس ۲۰۰۲-؟؟؟                 |        |        |
|      | معراج الدین پتان       | آوریل ۲۰۰۴-؟؟؟                   |        |        |
|      | ارسلا جمال             | اوت ۲۰۰۶ – ۲۰۰۸                  |        |        |
|      | حمیدالله قلندرزی       | ۲۰۰۸ سپتامبر ۲۰۰۹                |        |        |
|      | طاهر خان صبری (سرپرست) | سپتامبر ۲۰۰۹ مارس ۲۰۱۰           |        |        |
|      | عبدالجبار نعیمی        | مارس ۲۰۱۰ ؟؟                     |        |        |
|      | نصرالله ارسلا          | ؟؟                               |        |        |
|      | حکم خان حبیبی          | ۲۳ جوزا/خرداد ۱۳۹۷ ۶ جدی/دی ۱۳۹۷ |        |        |
|      | محمد حلیم فدایی        | ۶ جدی/دی ۱۳۹۷ کنونی              |        | [ ۱ ]  |